# Cultura de Ojotsk

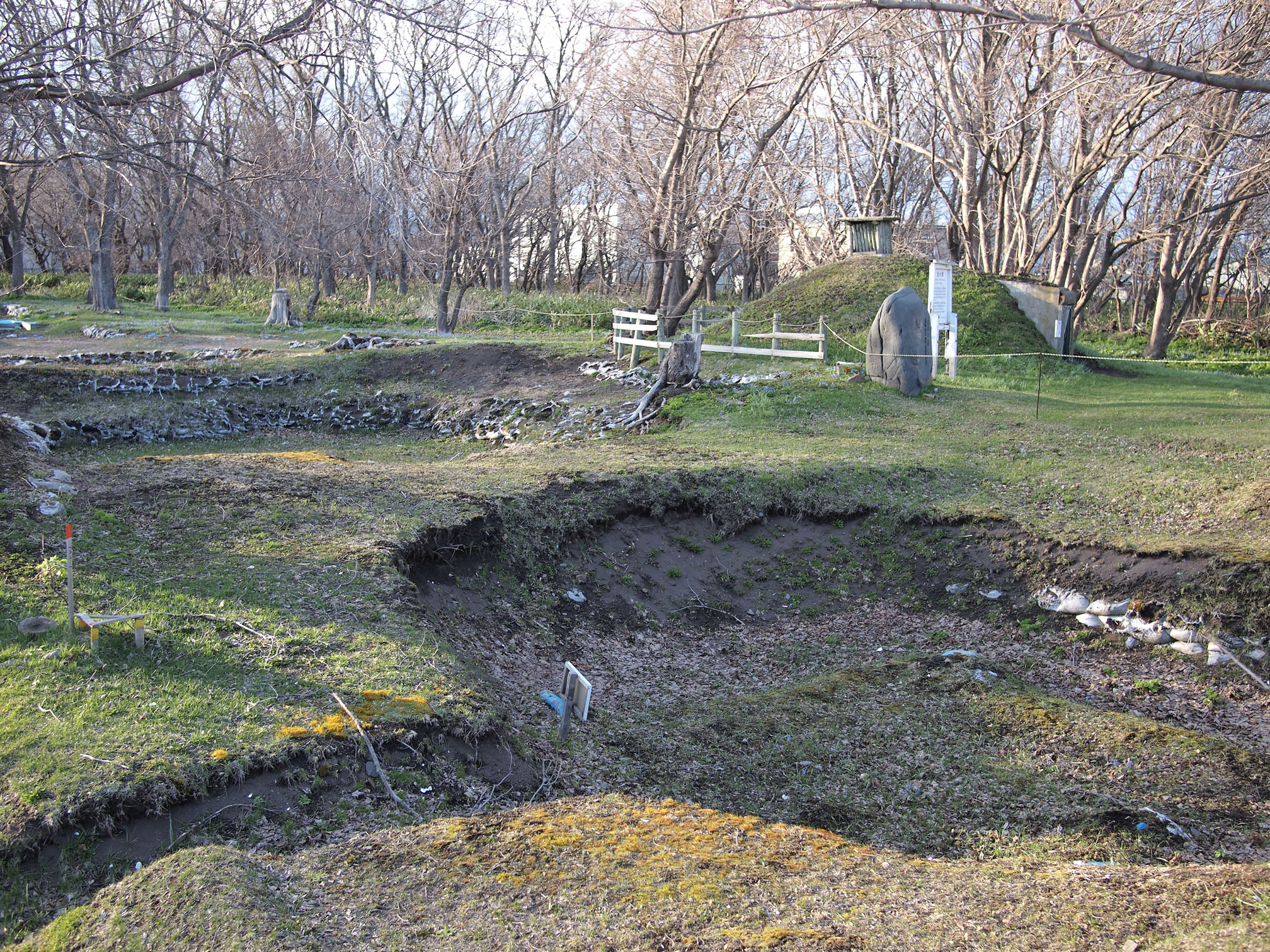
Conchero de Mayoro en Abashiri, Hokkaidō, las ruinas de la cultura Ojotsk.

La cultura de Ojotsk es una cultura arqueológica de pescadores costeros y cazadores-recolectores de los alrededores del mar de Ojotsk y de Japón. El pueblo histórico de Ojotsk estaba relacionado con varios asiáticos del nordeste y fueron uno de los distintos pueblos que vivieron durante el período Jōmon en el norte de Japón. Los Ojotsk son uno de los componentes ancestrales del pueblo ainu y contribuyeron con los idiomas ainu y con elementos significativos de su cultura. Se sugiere que el culto a los osos, una práctica compartida por los ainu y los nivjis, fue un elemento importante de la cultura Ojotsk y puede haber sido común también en el período Jōmon en Japón.
Un estudio de Lee y Hasegawa de la Universidad de Waseda, concluyó que la población del período Jōmon consistía en gran parte de una población paleolítica distintiva de Asia Central y de una antigua población del nordeste asiático (pueblo de Ojotsk), con ambas arribando a Japón en diferentes momentos del período Jōmon. Según ellos, los antepasados directos del pueblo ainu tardío se formaron a partir de la combinación de estas dos poblaciones distintas durante el período Jōmon en el norte de Hokkaido, mucho antes de la llegada del pueblo japonés contemporáneo. Desde allí, los antepasados de los hablantes de ainu se expandieron a grandes zonas de Honshu y las Kuriles. Lee y Hasegawa presentaron evidencia de que el idioma ainu se originó a partir de las poblaciones del nordeste de Asia y de Ojotsk, quienes se establecieron en el norte de Hokkaido y tuvieron un impacto significativo en la formación de la cultura y las etnias Jōmon. Además, concluyeron que la "teoría de la estructura dual" con respecto a la historia de la población de Japón debe ser revisada y que el pueblo Jōmon tenía más diversidad de la sugerida originalmente.
Un rasgo distintivo de la cultura de Ojotsk fue su estrategia de subsistencia, tradicionalmente categorizada como un sistema especializado de recolección de recursos marinos. Esta teoría esta en acuerdo con la distribución geográfica de los sitios arqueológicos en las regiones costeras y se confirma por estudios de restos de animales y herramientas, que apuntan a intensivas actividades de caza, pesca y recolección marina. Los estudios de isótopos de nitrógeno estables en restos humanos también apuntan a una dieta rica en proteínas derivadas de organismos marinos. El análisis de colágeno de huesos humanos reveló una contribución relativa de proteína marina en un rango del 60 al 94% para los individuos de la isla Rebun y del 80 al 90% para los individuos del este de Hokkaido. Sin embargo, hay suficientes evidencias para sugerir que la dieta de la gente de Ojotsk fue mucho más diversa de lo que sugieren los datos isotópicos. Su dieta estaba probablemente complementada con mamíferos terrestres, tales como ciervos, zorros, conejos y martas. Las marcas de cortes en los huesos de perros domésticos sugieren que también formaban parte de su dieta, y los restos de cerdos domésticos se limitan al norte de Hokkaido. También hay evidencia del uso de plantas comestibles silvestres, incluidas Aralia, Polygonum, Actinidia, Vitis, Sambucus , camarina negra, Rubus spectabilis, Phellodendron amurense y Juglans. Poco es sabido acerca del rol de estas plantas en la economía o de si tuvieron funciones ritualistas o alimenticias.
Kisao Ishizuki de la Universidad de Sapporo sugiere que el pueblo de la cultura de Ojotsk fue registrada bajo el nombre Mishihase en el registro japonés Nihonshoki ,  mientras que otros sugieren que el término Mishihase describía a un grupo diferente o a una de las tribus Nivji.
Según Kikuchi Toshihiko de la Universidad de Hokkaido, el pueblo Ojotsk, quienes estaban asentados principalmente en el norte de Hokkaido, son un ancestro directo de los ainu y pueden considerarse como "protoainu". La etnia ainu finalmente se formó a través de la combinación de estas tribus, la protoainu Ojotsk y la sSatsumon de más al sur. Más tarde, los ainu se expandieron rápidamente a Sajalín y Kamchatka, así como al norte de Honshu.
La cultura de Ojotsk se muestra como el ancestro directo de la subsecuente cultura ainu.

El pueblo de Ojotsk, un antiguo pueblo del norte, formó la cultura de Ojotsk, la única en Hokkaido entre los siglos V y IX. Ellos vivían como cazadores que pescaban y comían peces del mar, y a veces atrapaban criaturas marinas que quedaban a la deriva en el hielo marino, y un botín natural encontrado en el mar de Ojotsk era verdaderamente una bendición celestial. Su extenso territorio cultural de vida está evidenciado por las ruinas de viviendas de pozo descubiertas a lo largo de la costa del mar de Ojotsk. Ellos dejaron atrás fascinantes cerámicas y tallados, mientras que la evidencia sugiere que ellos compartían un sistema de creencias común con la cultura Ainu, cosas tales como la adoración espiritual del mundo natural y el respeto hacia los osos como un animal sagrado.
—Museo de Hokkaido en Abashiri